# DocMorris
DocMorris — одна из крупнейших в Европе Internet-аптек (€50m 2003).
Основана в 1999 голландским аптекарем Jacques Waterval и немецким информатиком Ralf Däinghaus.
Находится в состоянии судебного спора с немецким союзом владельцев аптек.
Союз владельцев аптек пытается сохранить монопольный уровень цен на медикаменты
и не допустить нидерландскую Internet-фирму на немецкий рынок.
Аптекари (владельцы) — профессиональная группа в Германии с одним из самых высоких доходов. 
С другой стороны несколько немецких больничных касс начали сотрудничать
с DocMorris и компенсируют затраты на медикаменты своим клиентам
после предъявления счета от DocMorris.

## Конфликт в Саарбрюккене
DocMorris приобрела реальную аптеку в Саарбрюккене по адресу Кайзер-штрасе 16-18 и открыла там реальный филиал. Аптека по соседству стала терять клиентов и владелица аптеки подала жалобу на DocMorris в суд.
- Saarbruecken, Kaiserstr 16-18